# Cmentarz żydowski w Konstantynowie
Cmentarz żydowski w Konstantynowie – znajduje się przy ulicy Kościuszki w sąsiedztwie cmentarza katolickiego. Data jego powstania pozostaje nieznana. Do naszych czasów nie zachowały się żadne nagrobki ani ślady mogił.